# Charles Francis Hall
Charles Francis Hall   (Rochester i Rochester, 1821 - Thank God Harbor, 8 de novembre de 1871), fou un explorador estatunidenc de l'Àrtida.

## Biografia

### Primers anys
Poc se sap dels primers anys de vida de Hall. Va néixer a l'estat de Vermont, però quan encara era un nen la seva família es va traslladar a Rochester, Nou Hampshire, on va fer d'aprenent de ferrer. A la dècada de 1840 es va casar i el 1849 es traslladà a viure a Cincinnati, Ohio. Allà va crear un petit negoci d'estampació de segells i planxes de gravat, i més tard, a final de la dècada dels 1850 començà a publicar dos petits diaris, Daily Press i The Cincinnati Occasional.

### Primera expedició a l'Àrtida

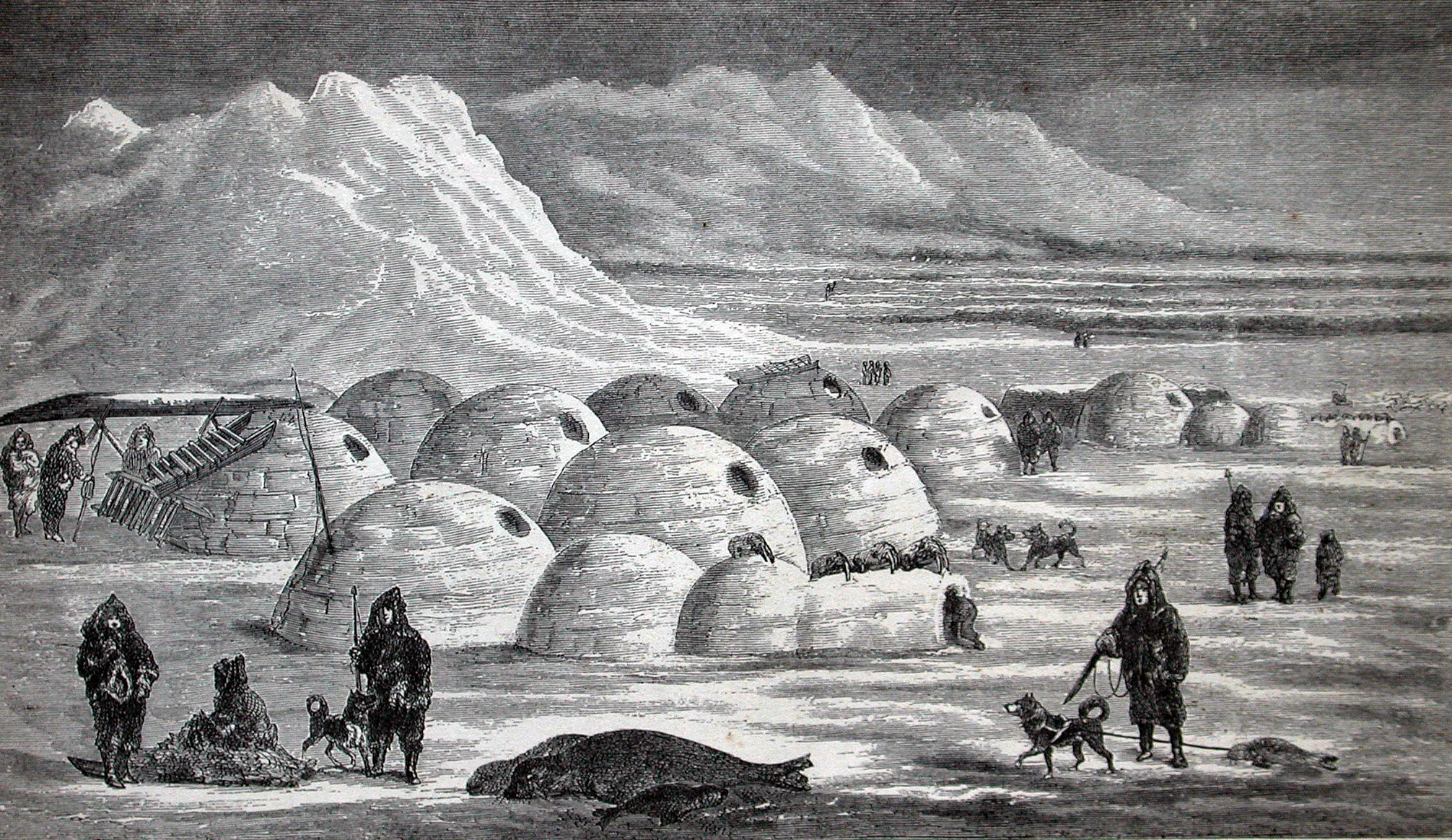
Vila inuit prop de la badia de Frobisher, del llibre de Hall Arctic Researches and Life Among the Esquimaux, 1865

Al voltant de 1857, Hall va començar a interessar-se en l'Àrtida i va passar els següents anys estudiant els informes d'anteriors exploradors i tractant de recaptar diners per fer una expedició, pensat principalment a conèixer el destí de l'expedició perduda de Sir John Franklin, desapareguda quinze anys abans. Els descobriments realitzats per Francis Leopold McClintock a l'illa del Rei Guillem el 1859, amb restes de l'expedició no el van dissuadir, ja que estava convençut que hi podia haver supervivents entre els esquimals.
El 1860, Hall va iniciar la seva primera expedició a l'Àrtida. Va salpar el 29 de maig de New Bedford a bord del balener George Henry, sota el comandament de Sidney O. Budington, oncle de James Budington que havia rescatat el HMS Resolute, un dels vaixells abandonats al gel per l'exploració d'Edward Belcher el 1854, a bord del mateix George Henry. Va arribar fins a l'illa de Baffin, on el George Henry es va veure obligat a passar l'hivern. Allà els inuit van mostrar a Hall les restes de l'explotació minera de Martin Frobisher, a la badia de Frobisher. Hall s'hi va desplaçar immediatament per observar l'indret de primera mà, ajudat pels guies inuit Ebierbing («Joe») i Tookoolito («Hannah»).
Després de dos anys a la badia de Frobisher, Hall tornà als Estats Units a Nova York, on es dedicà a recollir diners de cara a una propera expedició, fent de professor i donant conferències sobre els esquimales. Simultàniament començà a treballar en un llibre sobre la primera expedició, Arctic Researches and Life Amongst the Esquimaux.

### Segona expedició a l'Àrtida
El 1863 Hall es plantejà una segona expedició per buscar els possibles supervivents de l'expedició de Franklin, com que continuava creient que vivien entre els esquimals. Un primer intent d'utilitzar la goleta de 95 tones Active va ser abandonada, probablement, per la manca de recursos financers causats per la Guerra Civil i la relació fallida amb el seu segon al comandament Parker Snow. Finalment, el juliol de 1864 una expedició molt més petita va salpar a bord del balener Monticello, comandat, novament, pel capità Budington.
Es van dirigir cap al nord de la badia de Hudson, amb intenció de dirigir-se a l'illa del Rei Guillem, per tal de trobar restes de l'expedició de Franklin, i fer més preguntes sobre llur destí als indígenes que allà vivien. Durant els quatre anys que durà l'expedició passaren moltes penes i frustracions a la zona de l'estret de Roes Welcome, a la costa occidental de l'illa Southampton, on tret d'alguns contactes puntuals amb baleners sols van mantenir contacte amb els esquimals, tractant sense èxit que els acompanyessin fins a l'illa del Rei Guillem. Finalment el 1869 arribà a l'illa, on sols trobà restes de l'expedició i s'adonà que les històries dels supervivents eren poc fiables, ja fos pel relat dels inuit o per la mateixa disposició a donar interpretacions excessivament optimistes. També quedà desencantat amb els inuit en saber que els darrers expedicionaris els havien deixar morir de gana sense fer res per evitar-ho, ja que creia que amb voluntat els haguessis pogut ajudar. En aquell moment decidí abandonar la recerca i centrar-se en un nou objectiu: arribar al pol Nord. El setembre de 1869 arribà a New Bedford.

## L'expedició Polaris (1871-73)

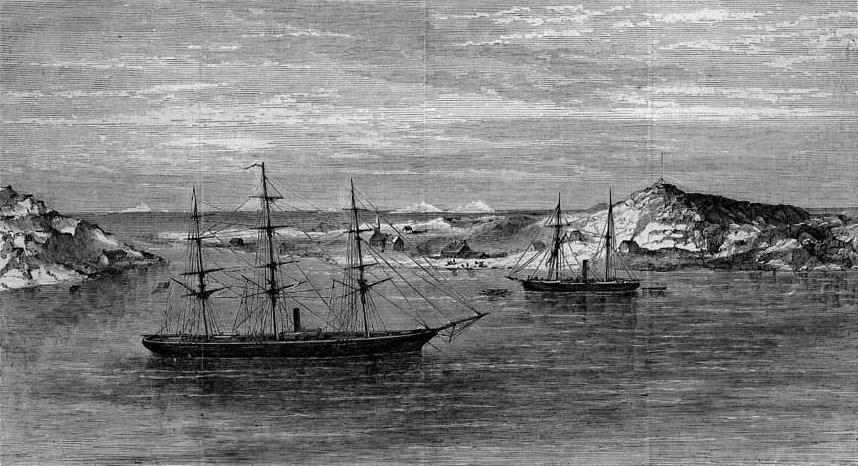
El Polaris (dreta) i l'USS Congress a Godhaven, illa Disco, al davant la costa de Groenlàndia, en un gravat publicat al Harper's Weekly, el maig de 1873.

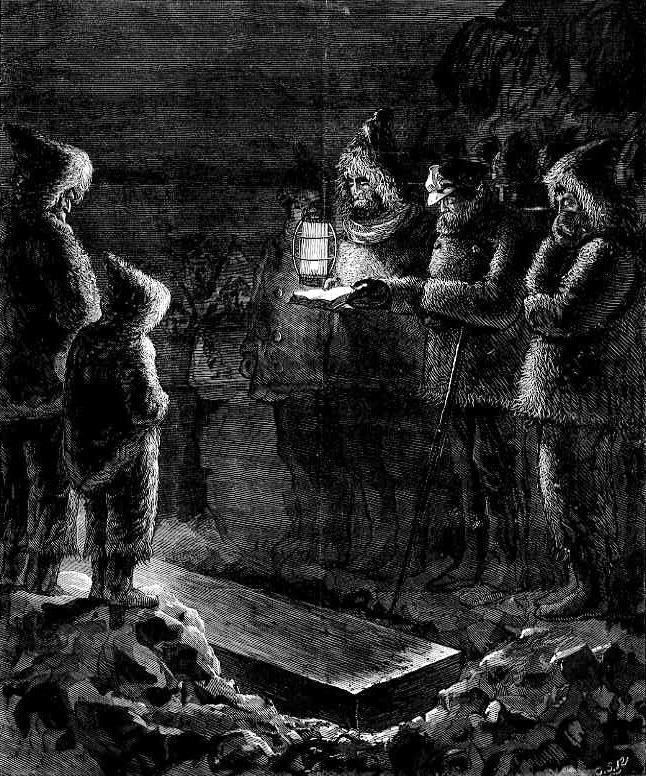
The Burial of Captain Hall (L'enterrament del capità Hall).

La tercera expedició de Hall fou totalment diferent, ja que va reeixir atreure l'atenció del president Ulysses S. Grant i d'alguns influents congressistes, cosa que li va permetre rebre una beca de 50.000 $ procedent del Congrés dels Estats Units per tal de comandar una expedició estatunidenca amb la missió d'arribar al pol Nord a bord del vaixell Polaris, de 370 tones. La tripulació, formada per 25 homes, també incloïa el vell amic Budington com a capità, George Tyson com a navegant, i el doctor Emil Bessels, un metge i naturalista alemany, com a cap del personal científic. Hall tenia una expedició ben organitzada i equipada, però va resultar molt agitada des de l'inici amb una tripulació dividida en faccions rivals. L'autoritat de Hall sobre l'expedició no va ser acceptada per alguns membres i això va afeblir la disciplina del grup.
Val salpar a primers de julio a bord del Polaris en direcció nord per la badia de Baffin, creuant les aigües de l'estret de Smith, la conca de Kane, el canal de Kennedy, la conca de Hall i finalment s'endinsaren pel canal de Robeson. Durant el mes de setembre arribaren a un nou màxim en la navegació cap al nord, els 82° 11′ N, quasi a les portes del mar de Lincoln, però el gel els va impedir continuar. El 10 de setembre de 1871 arribaren al que seria el campament d'hivern, a la costa occidental de Groenlàndia, que anomenaren «Thank God Harbor», actualment badia de Hall. Allà Hall, amb un guia inuit, va fer una travessa en trineu de dues setmanes en direcció nord, vorejant l'actual península Polaris Forland. En tornar al campament Hall va emmalaltir sobtadament, després de beure una tassa de cafè. En dies posteriors va patir vòmits i deliris, i en millorar acusà alguns membres de la tripulació d'enverinar-lo. Una nova recaiguda li provocà la mort el 8 de novembre. Hall fou dut a terra, on fou enterrat.
La mort de Hall va deteriorar més la moral i la convivència dins l'expedició. El comandament passà a mans de Budington, que reeixí passar l'hivern sense cap contratemps. En quedar lliure de gels la nau, el juny de 1872, van fer un nou intent d'arribar al pol tot creuant el canal de Robeson, però no tingué èxit i el Polaris inicià el viatge de tornada. El 12 d'octubre la nau fou assetjada pel gel quan navegava per l'estret de Smith, i a punt va estar de ser esclafada. Dinou membres de la tripulació van abandonar el vaixell saltant als blocs de gel que envoltaven el vaixell, mentre catorze homes hi van romandre. El Polaris quedà atrapat pel gel prop d'Etah el 24 d'octubre. Després d'una segona hivernada els catorze membres de la tripulació que s'havien quedat intentaren rescatar-lo però sense sort. Aleshores van continuar la navegació cap al sud a bord de les xalupes i van ser rescatats per un balener i van tornar a Escòcia la primavera següent.
Els dinou tripulants que havien quedat a la deriva al damunt un iceberg s'hi van estar durant sis mesos, amb un recorregut de 2.400 km abans de ser rescatats davant les costes de Terranova pel USS Tigress, el 30 d'abril de 1873. Possiblement tots haurien mort si entre el grup no hi hagués hagut inuits, capaços de caçar i pescar.

## Investigació
La posterior investigació oficial va dictaminar que Hall havia mort d'un atac de feridura. Amb tot, el 1968, el biògraf de Hall Chauncey C. Loomis, professor a la Universitat de Dartmouth, va fer una expedició a Groenlàndia per exhumar el cos de Hall. Degut al permafrost, el cos de Hall presentava un bon estat de conservació. Les proves efectuades en teixits dels dels ossos, ungles i cabells van determinar que Hall presentava en el moment de la mort grans dosis d'arsènic, les quals havia rebut durant les dues últimes setmanes de la seva vida. Amb tot, no es pot confirmar de manera concloent que la mort fos culpa de l'arsènic ni que Hall hagués estat assassinat.